# Associação Pinheiros Futebol Clube
Associação Pinheiros Futebol Clube  é uma agremiação esportiva da cidade de Rolim de Moura, Rondônia. Suas cores são azul e branco.

## Ranking da CBF
- Posição:
- Pontuação:

Ranking criado pela Confederação Brasileira de Futebol que pontua todos os times do Brasil.